# Бад Штафелштајн
Бад Штафелштајн (њем. Bad Staffelstein) град је у њемачкој савезној држави Баварска. Једно је од 11 општинских средишта округа Лихтенфелс. Према процјени из 2010. у граду је живјело 10.583 становника. Посједује регионалну шифру (AGS) 9478165.

## Географски и демографски подаци
Бад Штафелштајн се налази у савезној држави Баварска у округу Лихтенфелс. Град се налази на надморској висини од 274 метра. Површина општине износи 99,4 km². У самом граду је, према процјени из 2010. године, живјело 10.583 становника. Просјечна густина становништва износи 106 становника/km².

## Међународна сарадња
| Мјесто | Држава | Врста сарадње | Од    |
| ------ | ------ | ------------- | ----- |
| Лод    | Израел | партнерство   | 1987. |
| Извор  |        |               |       |